# 제3전술전투기연대
제3전술전투기연대(중국어 (대만): 空軍第三戰術戰鬥機聯隊, 영어: 3rd Tactical fighter Wing), 줄여서 제3연대, 옛 공군 제3구축기대대는 칭중캉 공군기지에 본부를 두고 있는 중화민국 공군의 전투기 연대이다. 마쭈 공군기지의 제1연대와 함께 타이완 서부의 방공을 맡고 있다.

## 沿革
1936년, 장쑤성 주롱(容에)서 산하에 제7,8,, 17중대를 편성한 공군 제3구축기대대가 창설되었다.양광(광둥-광시)사변으로 귀순한 광둥 공군의 항공기 조종사들과 난징 정부에서 구입한 커티스 BF2C 고스호크, 보잉 B-26 피슈터, 이탈리아 피아트 CR.32, 브레다 Ba.27를 운용하였다.
1937년 12월, 광시 공군에서 제7, 8중대의 인원을, 전력인 폴리카르포프 I-152 22기를 보충하였다.
1938년, 광시 공군에서 보충 인원을 받아 32중대를 편성하고, 글로스터 글래디에이터 9기로 전력을 보강하였다.
1943년, 제14공군 산하 중미혼성비행단로 전속하였다.
1945년, 중일 전쟁에서 승리한 뒤, 제3대대는 쉬저우에서 일본군에게서 항복을 받아내는 유화 임무을 수행하고, 노스아메리칸 P-51D/K로 기종을 변경하였다.
1949년, 국부천대에 따라 부대는 핑둥 기지로 옮겨갔다.
1951년, 리퍼블릭 P-47N 선더볼트로 기종을 바꾸었다.
1953년, 제3대대 및 제11대대는 핑둥 공군기지에서 공군 제3연대가 재편성되었다. 같은 해에 제11대대는 제2연대로 재편성되었다.
1955년 12월 노스아메리칸 F-86F 전투기로 기종을 전환하였다.
1959년, 공군 제3연대는 칭중캉 기지로 이사하고, 같은 해 5월에 록히드 F-104 스타파이터로 기종을 변경하였다.
1976년, 공군 제3연대가 공군 제544전술전투기연대, 다시 공군 제427전술전투기연대로 서수를 변경하였다.
1991년, 427연대에 F-CK-1 경국 전투기가 지급되었다.
2004년 11월 1일, 제3대대와 제8중대를 해산하고, 제7, 28중대를 작전대로 개편하였다.
2017년, 연대의 번호를 공군 제3전술전투기연대로 바꾸었다.

## 조직 구조

### 지도부
- 연대장 1명 소장
- 부연대장 1명 상교

### 산하 조직
현재 산하 작전대는 모두 AIDC F-CK-1 경국호 전투기를 운용한다.

#### 현재
- 測評戰研中心, 측평전연중심→전투력 측정 평가 연구소
- 제7전술전투기작전대 (30기)
- 제28전술전투기작전대 (20기)
- 공군 제3수호보급대대 修護補給
- 공군 제3기지근무대대
- 헌병 제3중대

#### 이전
- 제8전술전투기작전대 (20기) - 현재 민국 93년/서기 2004년 11월 1일에 해산함.

## 기록

### 계보
- 1936년, 空軍第三驅逐機大隊, 공군 제3구축기대대→공군 제3요격기대대/→공군 제3요격비행전대
- 1953년, 空軍第三聯隊, 공군 제3연대
- 1976년, 空軍第五四四戰術戰鬥機聯隊, 공군 제544전술전투기연대
- 1976년, 空軍第四二七戰術戰鬥機聯隊, 공군 제427전술전투기연대
- 2017년, 空軍第三戰術戰鬥機聯隊, 공군 제3전술전투기연대

### 소속
- 중미혼성비행단; 1943년 ~ 1945년
- 중화민국 공군사령부; 현재

### 기종
- 커티스 BF2C 고스호크; 1936년
- 보잉 B-26 피슈터; 1936년
- 피아트 CR.32; 1936년
- 브레다 Ba.27; 1936년
- 폴리카르포프 I-152; 1937년
- 글로스터 글래디에이터; 1938년
- 노스아메리칸 P-51D/K; 1945년 ~ 1951년
- 리퍼블릭 P-47N 선더볼트; 1951년 ~ 1955년 12월
- 노스아메리칸 F-86F; 1955년 12월 ~ 1959년 5월
- 록히드 F-104 스타파이터 1959년 5월 ~ 1991년
- AIDC F-CK-1 경국호; 1991년 ~ 현재

## 인용
1. ↑  青年日報. “【隊徽圖誌】空軍第三戰術戰鬥機聯隊 守護領空”. 2023년 11월 10일에 원본 문서에서 보존된 문서. 2023년 11월 10일에 확인함.
2. ↑  自由時報. “不再用3碼數字 空軍戰機聯隊 下月更名”. 2023년 8월 29일에 원본 문서에서 보존된 문서. 2023년 11월 10일에 확인함.